# ألفريد سويفت
ألفريد سويفت (بالإنجليزية: Alfred Swift) مواليد 25 يونيو 1931 في ديربان، كوازولو ناتال، جنوب أفريقيا - الوفاة 13 أبريل 2009 في جوهانسبرغ، كان دراج جنوب أفريقي. سبق أن شارك في دورة الألعاب الأولمبية الصيفية وفاز بميدالية أولمبية. حقق أيضا ميدالية في دورة ألعاب الكومنولث.

## الميداليات
| الميدالية | المسابقة                                           |
| --------- | -------------------------------------------------- |
| فضية      | الألعاب الأولمبية الصيفية 1952                     |
| برونزية   | الألعاب الأولمبية الصيفية 1956                     |
| ذهبية     | دورة ألعاب الكومنولث والإمبراطورية البريطانية 1954 |

## روابط خارجية
- ألفريد سويفت على موقع أرشيف الدراجات (الإنجليزية)
- ألفريد سويفت على موقع إحصائيات الدراجات الإحترافية (الإنجليزية)
- ألفريد سويفت على موقع أوليمبيديا (الإنجليزية)
- ألفريد سويفت  على موقع SportsReference  - سبورتس رفرنس